# Hypromat

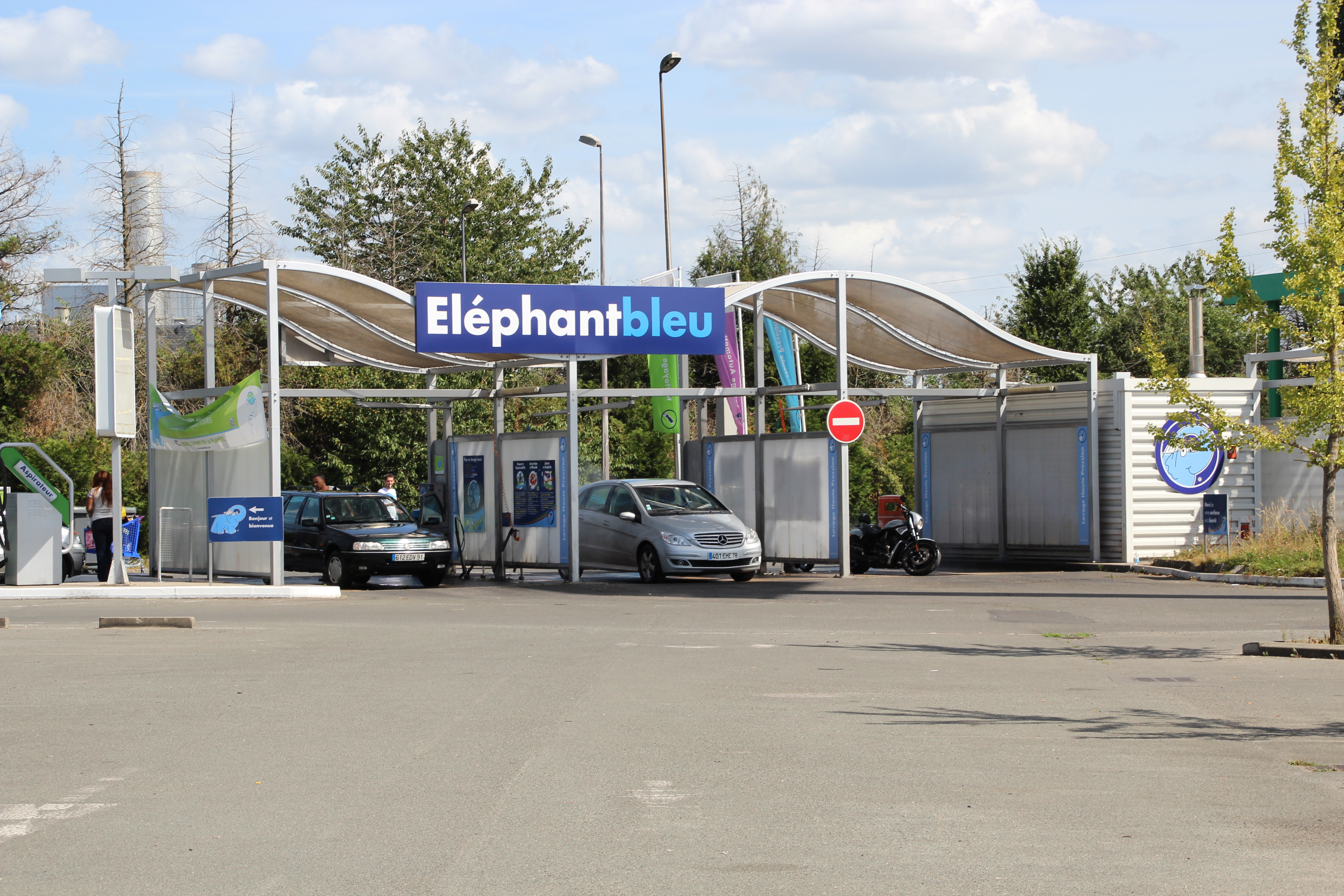
Station Elephant bleu aux Ulis.

Hypromat France est une entreprise française qui fabrique et exploite des stations de lavage automobile. Hypromat France est aussi franchiseur, sous son enseigne Éléphant Bleu, qui regroupe notamment 499 centres totalisant plus de 1 500 pistes haute-pression et 380 portiques automatiques. Le groupe positionne ses services et sa marque Eléphant Bleu sur le marché du premium. Elle revendique un engagement en matière de développement durable et de préservation de l’environnement depuis sa création. L'enseigne est no 1 et co-leader en France et Suisse du lavage de véhicules[réf. nécessaire].

## Historique
Le Groupe Hypromat a été créé en 1964 en Suisse.
Au début des années 1960, Maurice Paquette aide son beau-père dans les vignes de Neuchâtel. En utilisant un pulvérisateur, il prend conscience du pouvoir nettoyant d'un jet mis sous pression avec une buse adaptée. Il décide de tenter d'appliquer ce principe pour le nettoyage des véhicules de sa société qui distribue alors pétrole et charbon. La technique de lavage des véhicules à haute pression est alors inventée. En 1964, Maurice Paquette dépose donc le brevet du lavage à haute pression. 
En 1973, Les produits Hypromat sont distribués en France par une SARL alsacienne, Hypromat France, dirigée par un couple de passionnés, Marthe et Robert Kormann. Le premier centre de lavage sera installé à Besançon en 1974. Débute alors la fulgurante ascension d'Hypromat en France. Et si le cœur du système des centres de lavage (armoire de commandes et savon) est acheté en Suisse, le reste de l'équipement et des consommables proviennent de fournisseurs français.
En 1986, L'idée d'un développement en franchise naît dans l'esprit de Marthe et Robert Kormann : l'enseigne Eléphant Bleu est créée par l’Agence de M. Goldstein à Zürich.
Le succès est immédiat. Entre 1987 et 1991, le réseau grandit au rythme de 90 centres par an et prend très vite une envergure nationale.
En 1989, Adhésion à la Fédération Française de la Franchise.
Dans les années 90, Hypromat France exporte son savoir-faire au Benelux, en Espagne et au Portugal.
Depuis 2001, le siège du Groupe est installé à Hoerdt, en Alsace.
Depuis 2004, le groupe exporte sa marque Éléphant Bleu en Europe, avec une implantation dans dix pays en 2017.

## Concurrence
Les autres entreprises dans ce secteur sont Lavance, Kiehl, WashTec, Nestor Wash[réf. nécessaire].